# Bertrand Degott
 (février 2025).
Si vous disposez d'ouvrages ou d'articles de référence ou si vous connaissez des sites web de qualité traitant du thème abordé ici, merci de compléter l'article en donnant les références utiles à sa vérifiabilité et en les liant à la section « Notes et références ».
Bertrand Degott (né à Colmar le 19 novembre 1955) est un poète et un enseignant-chercheur français.
Il vit et travaille à Besançon.

## Œuvres
- Scherwiller : images d'un village (avec François Keck), 1981
- Éboulements et taillis, Gallimard, 1997
- Ballade n'est pas morte, Annales littéraires de l'université de Besançon, 1996
- Avant qu'ils tombent, présentation de Laurent Book, Éd. associatives Clapàs, 1996Siciles, 2003
- Battant, La Table ronde, 2006
- À chaque pas, L'Arrière-pays, 2008
- More à Venise / Petit testament, La Table ronde, 2013
- Plus que les ronces, L'Arrière-pays, 2013
- La Corde bouffonne. De Banville à Apollinaire, in Études françaises, vol. 51, 3, numéro préparé par Arnaud Bernadet et Bertrand Degott, Montréal, 2015

Traduction
- Sonnets de William Shakespeare, La Table ronde, 2007

Publications
- « Le mot « nombre » dans l'expression numérique de la pluralité », L'information grammaticale, vol. 14, no 1,‎ 1982, p. 23–26 (DOI 10.3406/igram.1982.2353, lire en ligne, consulté le 1er mars 2025)
- « Du texte aux bulles : l’invention du dialogue dans Les Champs d’honneur », Lire, vol. 1, no 1,‎ 2010, p. 187–198 (lire en ligne, consulté le 1er mars 2025)